# Tamás Erdődy
El conde Tamás Erdődy de Monyorókerék y Monoszló, en húngaro: monyorókeréki és monoszlói gróf Erdődy Tamás, en croata: Toma Bakač Erdedi (1558 - 17 de enero de 1624), españolizado como Tomás Erdődy, fue un noble húngaro-croata que sirvió como Ban de Croacia entre 1583-1595 y 1608-1615, además de un miembro de la poderosa Casa de Erdődy. Es famoso por haber logrado importantes victorias contra los ejércitos otomanos.

## Biografía
Tamás Erdődy nació en 1558, hijo del antiguo Ban de Croacia Péter Erdődy y de Margit Tahy. Tenía dos hermanos. Casó con Maria Ungnad, hija del también Ban Krsto Ungnad, con la que tuvo tres hijos (incluyendo el Ban Zsigmond Erdődy) y cuatro hijas. A través de sus hijos, Tamás Erdődy fue abuelo de György Erdődy e Imre Erdődy.
Sucedió a su suegro Krsto Ungnad como Ban en 1583. Su primera victoria contra los turcos tuvo lugar en la batalla de Slunj en 1584. En 1591 liberó la región de Moslavina. En 1592 sufrió su mayor contratiempo al ser derrotado en la batalla de Brest. Cuándo los otomanos trataron de revertir sus ganancias previas en 1593, la batalla de Sisak trajo otra victoria del Sacro Imperio y bloqueó la expansión turca. Ello llevó a la larga guerra turca. Por esta victoria Erdődy recibió felicitaciones personales del papa Clemente VIII y fue hecho caballero de la Orden de San Salvador por Felipe II de España.
Dejó su cargo como Ban en 1595 para pasar a ser maestro de la mesa real   entre 1598 y 1603 y posteriormente tesorero real entre 1603 y 1608. Participó en el bando Habsburgo en la supresión de la guerra de la independencia de Stephen Bocskay y fue hecho conde perpetuo de Varaždin desde 1607, que pasaría a ser parte del patrimonio de la casa de Erdődy.
Erdődy retomó el gobierno de Croacia como Ban en 1608, ejerciendo hasta el 27 de noviembre de 1614 cuando dimitió. Pese a ello, el parlamento croata le pidió permanecer hasta que se nombró a un nuevo Ban, Benedek Thuróczy, el 16 de febrero de 1615. Tras ello,  Erdődy fue nombrado tesorero, cargo que desempeñó hasta su muerte el 17 de enero de 1624. Durante su vida intentó dos veces ser designado Palatino de Hungría (1596, 1611), pero los protestantes impidieron su elección por su "intolerancia religiosa".